# سامي وليامز
سامي وليامز (بالإنجليزية: Sammy Williams)‏ هو لاعب كرة قدم أمريكية أمريكي، ولد في 14 ديسمبر 1974 في ماغنوليا في الولايات المتحدة.

## وصلات خارجية
- سامي وليامز على موقع مرجع كرة القدم المحترفة.كوم (الإنجليزية)